# Хитоми, Кинуэ
Кинуэ Хитоми (яп. 人見 絹枝 Хитоми Кинуэ, 1 января 1907 — 2 августа 1931) — японская легкоатлетка, призёр олимпийских игр, экс-рекордсменка мира в прыжках в длину.

## Биография
Родилась в 1907 году на территории, которая теперь входит в состав города Окаяма. В 1923—1926 годах приняла участие в ряде крупных состязаний, установив несколько неофициальных мировых рекордов в различных видах лёгкой атлетики. Участница Вторых Всемирных женских игр в Гётеборге (1926, Швеция), где завоевала золотые медали в прыжках в длину (установив мировой рекорд) и прыжках с места, серебряную медаль в метании диска, бронзовую медаль в беге на 100 ярдов, а также почётную грамоту за наибольшее количество очков.
В 1928 году Кинуэ Хитоми приняла участие в Олимпийских играх в Амстердаме, став единственной женщиной в составе японской сборной. Состязалась в беге на 100 м, метании диска и прыжках в высоту, но выбыла в полуфиналах. Тогда она впервые в жизни решила попробовать себя на дистанции в 800 м и, записавшись для участия в последний момент, сумела завоевать серебряную медаль.
В 1930 году Кинуэ Хитоми приняла участие в Третьих Всемирных женских играх в Праге (Чехословакия), где завоевала золотую медаль в прыжках в длину, серебряную медаль в триатлоне и бронзовую — в метании копья. На Играх она выступала нездоровой, а последовавшая тут же поездка японской сборной по Варшаве, Берлину, Брюсселю, Парижу и Лондону подорвала её здоровье. По возвращении в Японию ей без всякой передышки тут же пришлось принимать участие в большом количестве мероприятий, и 25 марта 1931 года она попала в больницу, а 2 августа скончалась от пневмонии.